# Albrecht von Goertz
Albrecht Graf von Schlitz genannt von Görtz und von Wrisberg (* 12. Januar 1914 auf dem Rittergut Brunkensen/Alfeld (Leine); † 27. Oktober 2006 in Kitzbühel) war ein deutscher Designer.

## Leben
Görtz war das zweite von drei Kindern des Grafen Rudolf Johann von Schlitz, genannt von Görtz, (1884–1933) und dessen jüdischstämmiger Ehefrau Else Meyer (* 4. März 1882–1968). Seine Mutter wurde 1944 in das Ghetto Theresienstadt deportiert. Sein älterer Bruder Eberhard (* 1911) verstarb bereits 1951 im Alter von 40 Jahren. Sein jüngster Bruder Landwirt Wolfgang Graf von Görtz, * Berlin-Wilmersdorf, 12.03.1915, blieb auf Schloß und Gut Brunkensen bis zur Enteignung durch den NS-Staat. Schloss Wrisbergholzen – Wikipedia Wolfgang Graf von Görtz wurde am 5. März 1941 in Berlin durch die SS ermordet.
Nach der Schule begann er in Hamburg bei der Deutschen Bank 1933 eine Lehre, wechselte aber 1935 nach London an die Privatbank Helbert Wagg & Company. 1936 ging er in die USA und lebte schließlich in Los Angeles, wo er Flugmotoren montierte, Autos wusch, Modelle von Ford tunte und dadurch schließlich sein Designtalent an den damals neuen Hot Rods auslebte. Er kreierte sein erstes eigenes Auto, Paragon genannt, und erhielt die Möglichkeit, dieses Fahrzeug auf der Weltausstellung 1939 in San Francisco auszustellen.
Statt damit den Durchbruch zu erringen, wurde er 1940 in die Armee einberufen. In dieser Zeit heiratete er seine erste Frau Luli von Bodenhausen (1902–1951), von der er sich allerdings 1942 wieder scheiden ließ. Nach dem Krieg nahm er vorübergehend Marion Gräfin Dönhoff als Flüchtling auf seinem elterlichen Gut Brunkensen auf. Er ging nach New York, wo er Raymond Loewy traf. Loewy stellte Goertz für Studebaker ein. 1953 machte sich Goertz selbständig, kam mit BMW in Kontakt und erhielt die Aufträge, den BMW 503 und BMW 507 zu entwickeln, die 1955 auf der IAA vorgestellt wurden. 1957 heiratete er Susanne Nettel (1925–2014), mit der er den 1959 geborenen Sohn Peter Joseph hatte.
Von 1962 bis 1965 arbeitete er für den japanischen Hersteller Nissan unter anderem an den ersten Silvia-Baureihen. Im weiteren Verlauf seiner Karriere gestaltete er aber auch andere Gegenstände, beispielsweise Radios, Sportkleidung, Küchengeräte und Schulmöbel; seine letzte Arbeit war ein Jubiläums-Flügel für Steinway & Sons.
Im Jahr 1996 wurde er mit der Ehrenmitgliedschaft des Deutschen Designer Clubs ausgezeichnet.

## Schaffen

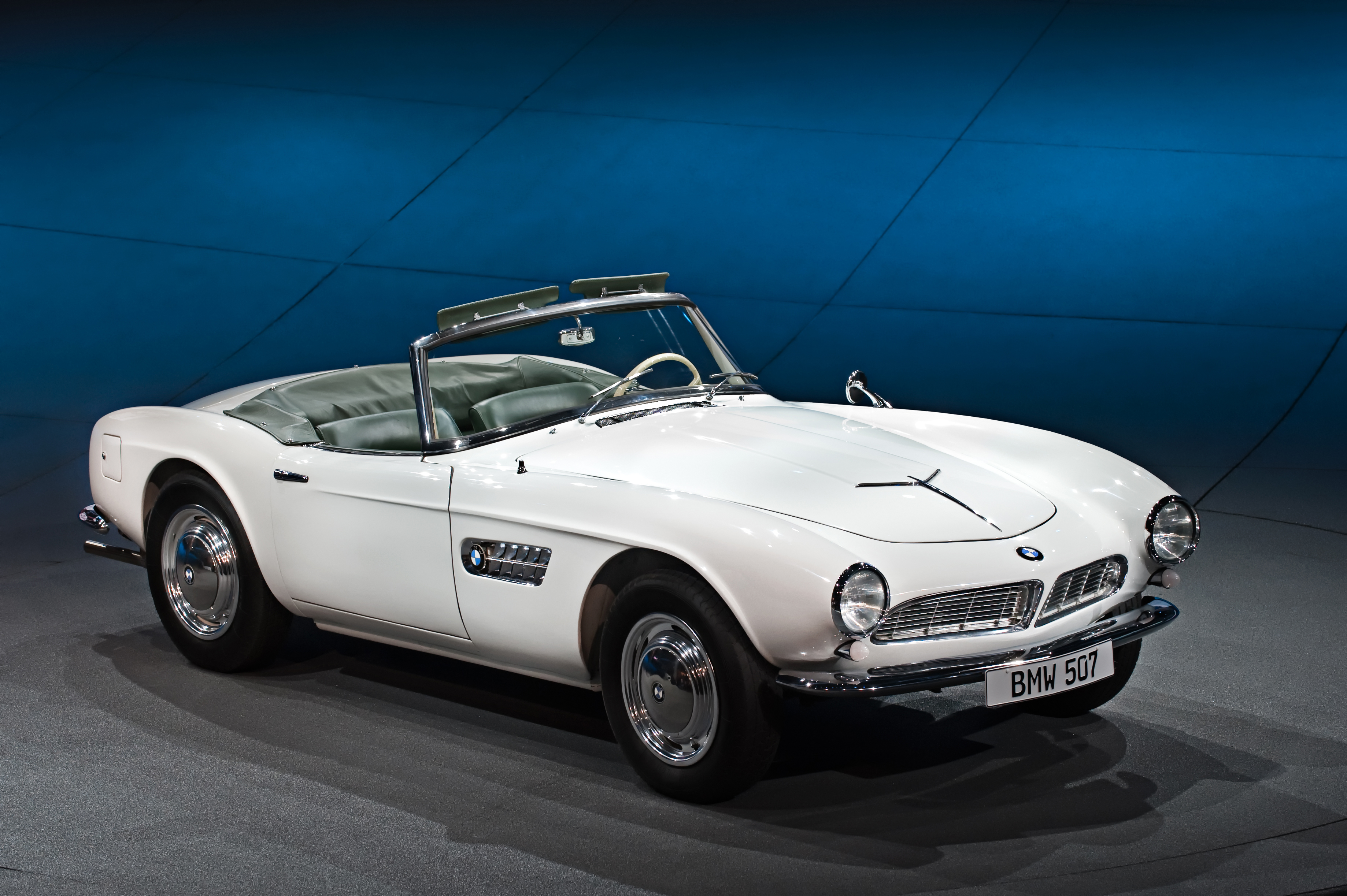
BMW 507, 1956
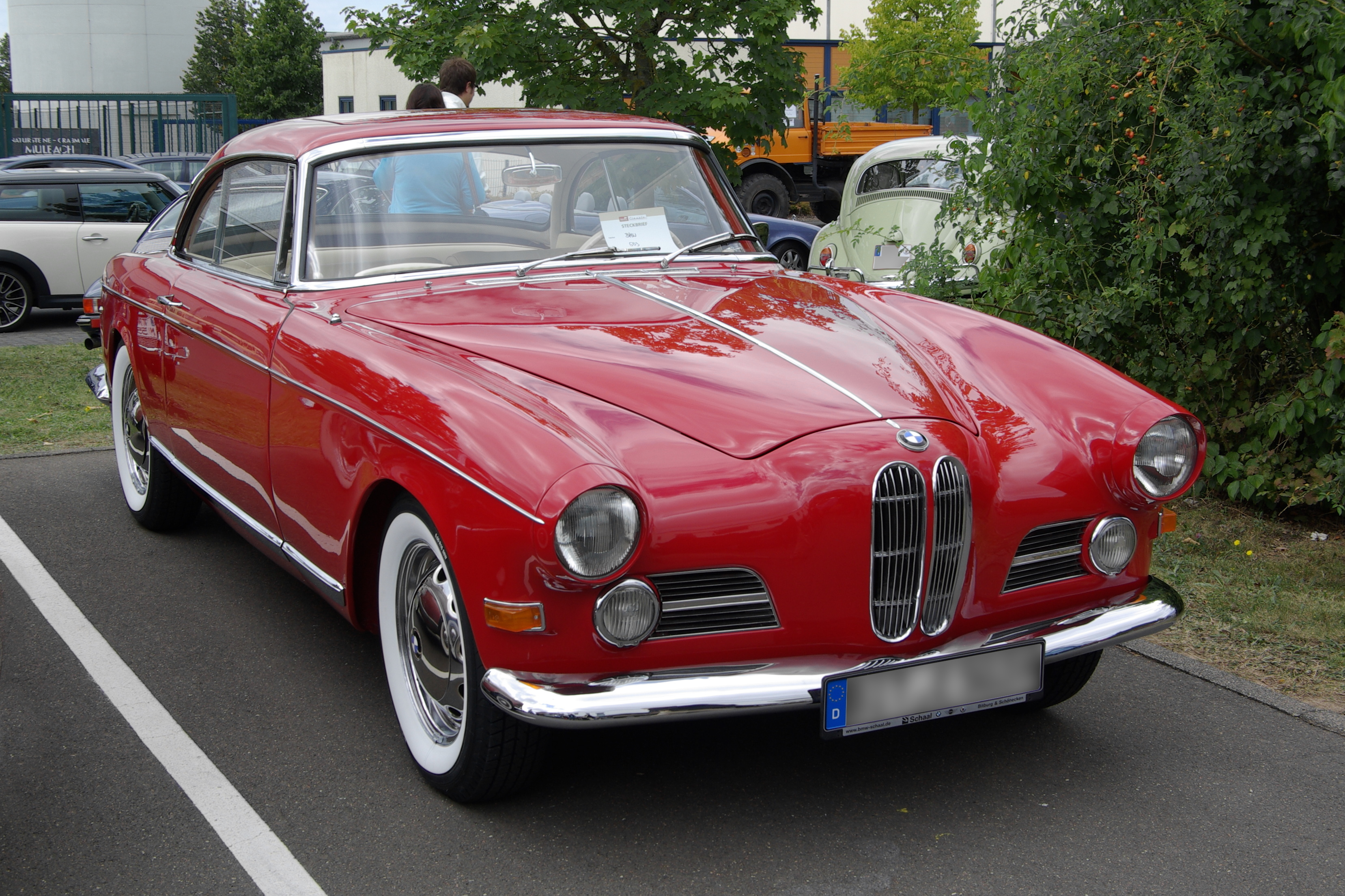
BMW 503, 1956
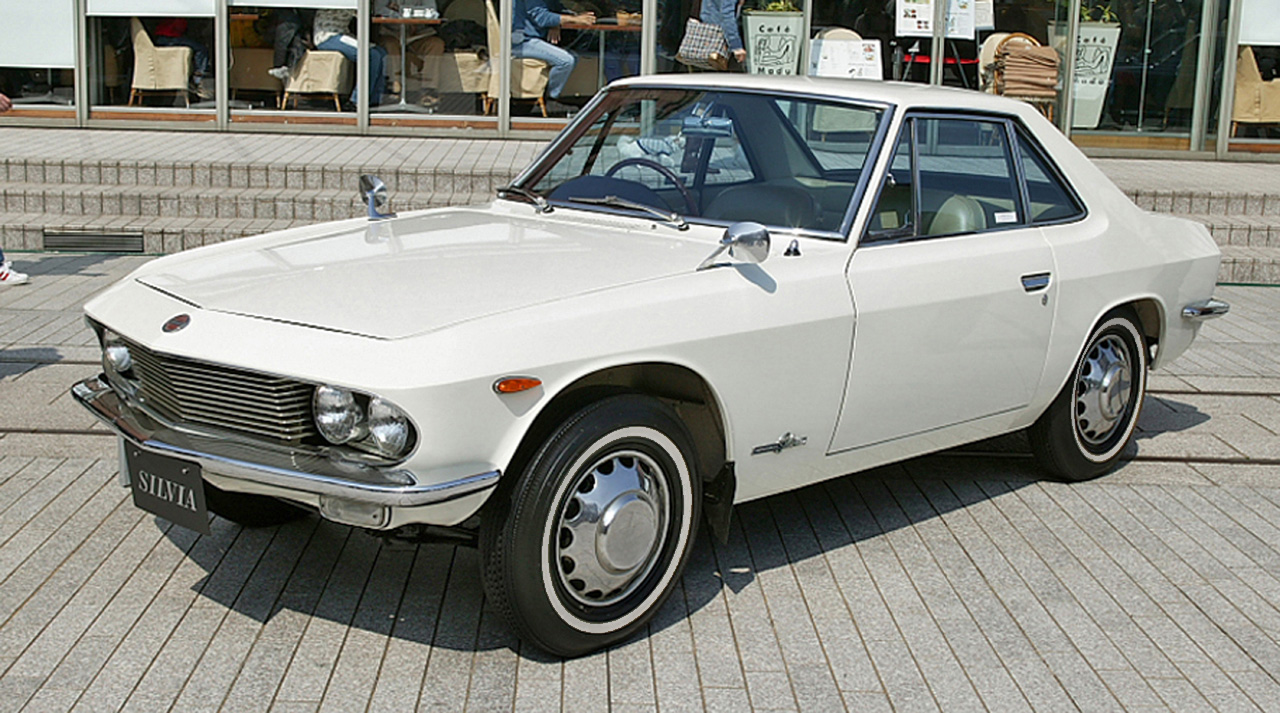
Datsun Coupe 1500, 1964